# Milétoszi Kadmosz
Milétoszi Kadmosz (i. e. 5. század) görög logográfus

## Élete
I. e. 550 körül élt, Hekataiosz kortársa volt. A legelső logográfusok egyike volt, létezését azonban több modern kutató is kétségbe vonja. Állítólagos műve, a „Ktiszin Militou kai thé olhé Ióniké” négy részben, amelyet Dionüszosz Halikarnasszeusz nem tartott hitelesnek, s amelyből semmi sem maradt ránk.